# Call Me Sick/こんな世界にしたのは誰だ
「Call Me Sick」・「こんな世界にしたのは誰だ」（コール・ミー・シック）・（こんなせかいにしたのはだれだ）は、伶の楽曲。2020年10月2日にSony Music Associated Recordsからデビュー作、2作目の配信限定シングルとして同時リリースされた。

## 概要
- Call Me Sick

HIGH BROW CINEMA配給映画『小説の神様 君としか描けない物語』の主題歌。
ミュージック・ビデオ公開開始から二日で100万再生を超えている。
- こんな世界にしたのは誰だ

HIGH BROW CINEMA配給映画『小説の神様 君としか描けない物語』の挿入歌。

## プロモーション
- 2020年10月2日〜2020年10月8日

本作の配信を記念してLINE MUSICでのキャンペーン開催が行われている。
- 2020年10月3日

映画「小説の神様 君としか描けない物語」公開記念舞台挨拶全国同時生中継が行われ、
W主演の佐藤大樹（EXILE・FANTASTICS from EXILE TRIBE）、橋本環奈の二人、久保茂昭監督と共に登壇し、主題歌の「Call Me Sick」をソロ初生歌唱した。

## 収録曲
Call Me Sick
| #         | タイトル         | 作詞         | 作曲                          | 編曲      | 時間 |
| --------- | ---------------- | ------------ | ----------------------------- | --------- | ---- |
| 1.        | 「Call Me Sick」 | Kaz Kuwamura | Kaz Kuwamura、Shotaro、姜藝利 | Shotaro   | 4:09 |
| 合計時間: | 合計時間:        | 合計時間:    | 合計時間:                     | 合計時間: | 4:09 |

こんな世界にしたのは誰だ
| #         | タイトル                     | 作詞      | 作曲       | 編曲       | 時間 |
| --------- | ---------------------------- | --------- | ---------- | ---------- | ---- |
| 1.        | 「こんな世界にしたのは誰だ」 | ケリー    | 野村陽一郎 | 野村陽一郎 | 4:04 |
| 合計時間: | 合計時間:                    | 合計時間: | 合計時間:  | 合計時間:  | 4:04 |